# Alojz Ajdic
Alojz Ajdic (født 6. september 1939 i Fojnica, Bosnien-Hercegovina) er en slovensk komponist, klarinettist, og lærer.
Ajdic studerede klarinet på Musikkonservatoriet i Ljubljana, hvor han fik afgangseksamen (1968), og studerede herefter komposition privat hos Uros Krek. Han har skrevet 3 symfonier, orkesterværker, en opera, kammermusik, koncertmusik, vokalværker, korværker etc. Ajdic var leder af kompositions afdelingen på Musikskolen i Kranj i Slovenien (1973-1983), og Carinthia Musikskole i Wien, Østrig (1978-1986).

## Udvalgte værker
- Symfoni nr. 1 (1968) - for orkester
- Symfoni nr. 2 "Sjælens vindue" (1992) - for orkester
- Symfoni nr. 3 (1996) - for slagtøj og orkester
- Klaverkoncert (1988) - for klaver og orkester